# Odznaka 1000-lecia Państwa Polskiego
Odznaka Tysiąclecia Państwa Polskiego – jednostopniowa odznaka ustanowiona przez Ogólnopolski Komitet Frontu Jedności Narodu w celu wyróżnienia osób fizycznych lub organizacji za ich udział w działaniach społecznych na rzecz obchodów Tysiąclecia Państwa Polskiego.
Odznakę tzw. „sztandarówkę” (większy rozmiar) przyznawano także organizacjom: zakładom pracy, szkołom, zespołom ludowym itp.